# Zelo Buon Persico
Zelo Buon Persico är en ort och kommun i provinsen Lodi i regionen Lombardiet i Italien. Kommunen hade 7 446 invånare (2018).